# Acul-du-Nord (arondisman)
Acul-du-Nord,l' (haitski kreolski Akil dinò), arrondissement u Haitiju, u departmanu Nord. Površine je 359 km², po popisu iz 2003. je imaO 105,030 stanovnika. Nalazi se na na sjevernoj obali Haitija.
Sastoji se od općina:
- Acul-du-Nord
- Plaine-du-Nord
- Milot

## Vanjske poveznice
|  | Zajednički poslužitelj ima još gradiva o temi Acul-du-Nord (arondisman) |